# Église Saint-Michel de Flines-lez-Raches
L'église Saint-Michel est une église catholique située à Flines-lez-Raches, en France.

## Localisation
L'église Saint-Michel est implantée dans la commune de Flines-lez-Raches, située dans le département français du Nord. Cette commune se trouve dans la vallée de la Scarpe à une dizaine de kilomètres de la ville de Douai.

## Histoire de l'édifice

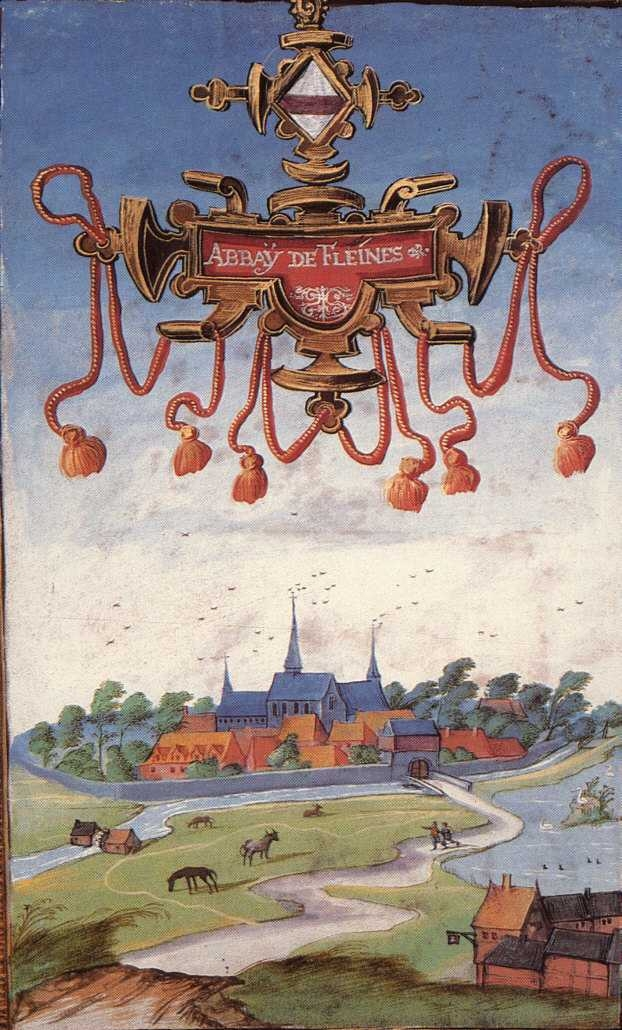
Cartulaire - Abbaye de Flines (Albums du duc de Croÿ).

Placé sous le patronage de saint Michel, grande figure de l'époque carolingienne, l'édifice suscite aujourd'hui splendeur, grandeur et étonnement. Sa splendeur et sa grandeur sont dues à une très riche histoire qui lui permet d'être l'une des plus anciennes églises du Nord de la France. L'étonnement de cet édifice est suscité par une domination de l'architecture romane et par un agencement singulier. Tout au long de son histoire, l'église a plusieurs fois été remaniée et agrandie en fonction de la croissance économique et de la croissance démographique du village : on dénombre ainsi six grands états de construction. Enfin, il est important de rappeler le poids de l'abbaye cistercienne fondée au XIIIe siècle par Marguerite de Constantinople, comtesse de Flandre et de Hainaut. Le village jouit ainsi de nombreux avantages avec la proximité de l'abbaye. En 1921, l'édifice est classé au titre des monuments historiques. 

## Les six états de l'église
Des fouilles archéologiques sont entreprises en 1975. De prime abord, et avec la découverte de plusieurs squelettes, ces fouilles ont révélé la présence d'un ancien cimetière : les archéologues avancent la thèse d'un probable premier édifice en bois (antérieur Xe siècle) avant la construction d'un édifice primitif en pierre (Xe - XIe siècles). Entre le Xe siècle et 1851, l'église a connu six grandes phases de construction et d'agencement.

### Premier état (Xe-XIesiècles)
Les archéologues ont pu reconstituer approximativement la partie occidentale de l'église, dont les jalons chronologiques sont estimées entre les Xe et XIe siècles. L'église adopte pour l'époque un plan basilical, c'est-à-dire, une nef entourée de bas-côtés. Le plan basilical, d'origine antique et utilisé jusqu'au Moyen Âge, permet une rapidité dans les constructions puisque les édifices sont charpentés (bois) et non voûtés (pierre). D'après la reconstitution du plan, l'église aurait été composée de cinq travées séparées par des piliers. La reconstitution de l'élévation présente un édifice à deux niveaux d'élévation : les grandes arcades pour le premier niveau et les fenêtres hautes pour le second. D'après les archéologues, "La largeur totale de ce premier édifice est légèrement supérieure à dix mètres. Les bas-côtés sont larges de 2,30 à 2,40 mètres" (BARBIEUX, José, L'église de Flines-les-Râches (Nord), Société Archéologique de Douai, 1985). Le pignon occidental de l'église permet d'abriter le clocher. Enfin, pour ce premier état de l'église, des matériaux lourds ont été utilisés (briques, tuiles et grès) et donnent cette particularité à l'édifice vis-à-vis des autres puisqu'il ne comporte pas de décorations.

### Deuxième état (XIIesiècle)

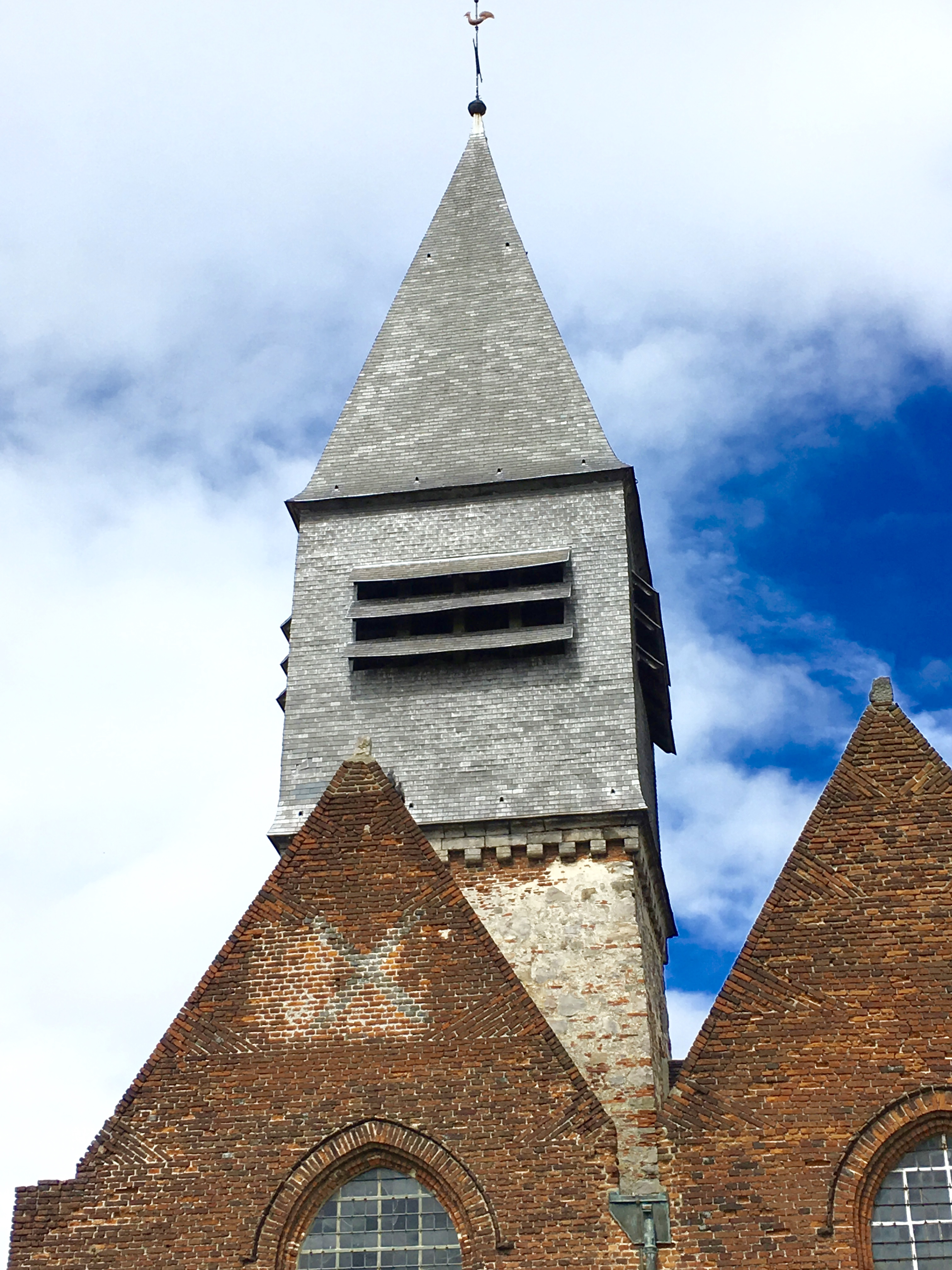
Vue sur le clocher actuel de l'église.

Pour ce deuxième état de construction, les fouilles archéologiques ont démontré la juxtaposition d'un clocher sur la façade occidentale de l'église primitive vers le XIIe siècle. Le clocher peut être considéré comme un clocher-porche puisque son ouverture se situe dans l'axe de l'entrée du premier état. Par rapport à son état antérieur, les matériaux ou les techniques n'ont guère changé. 

### Troisième état (Fin duXIIIe-XIVesiècles)

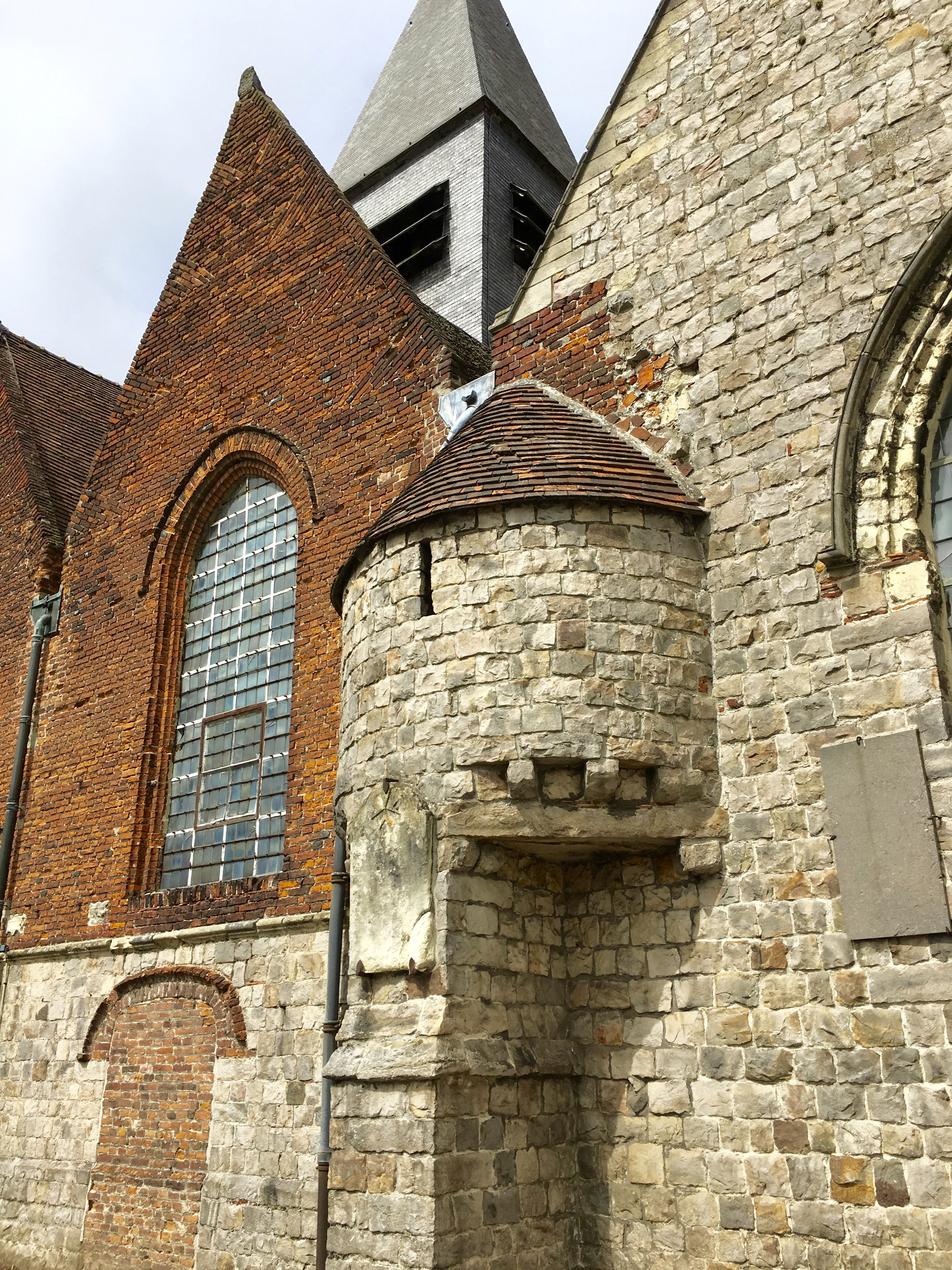
Échauguette ajoutée au troisième état de l'église (fin du XIIIe siècle - XIVe siècle).

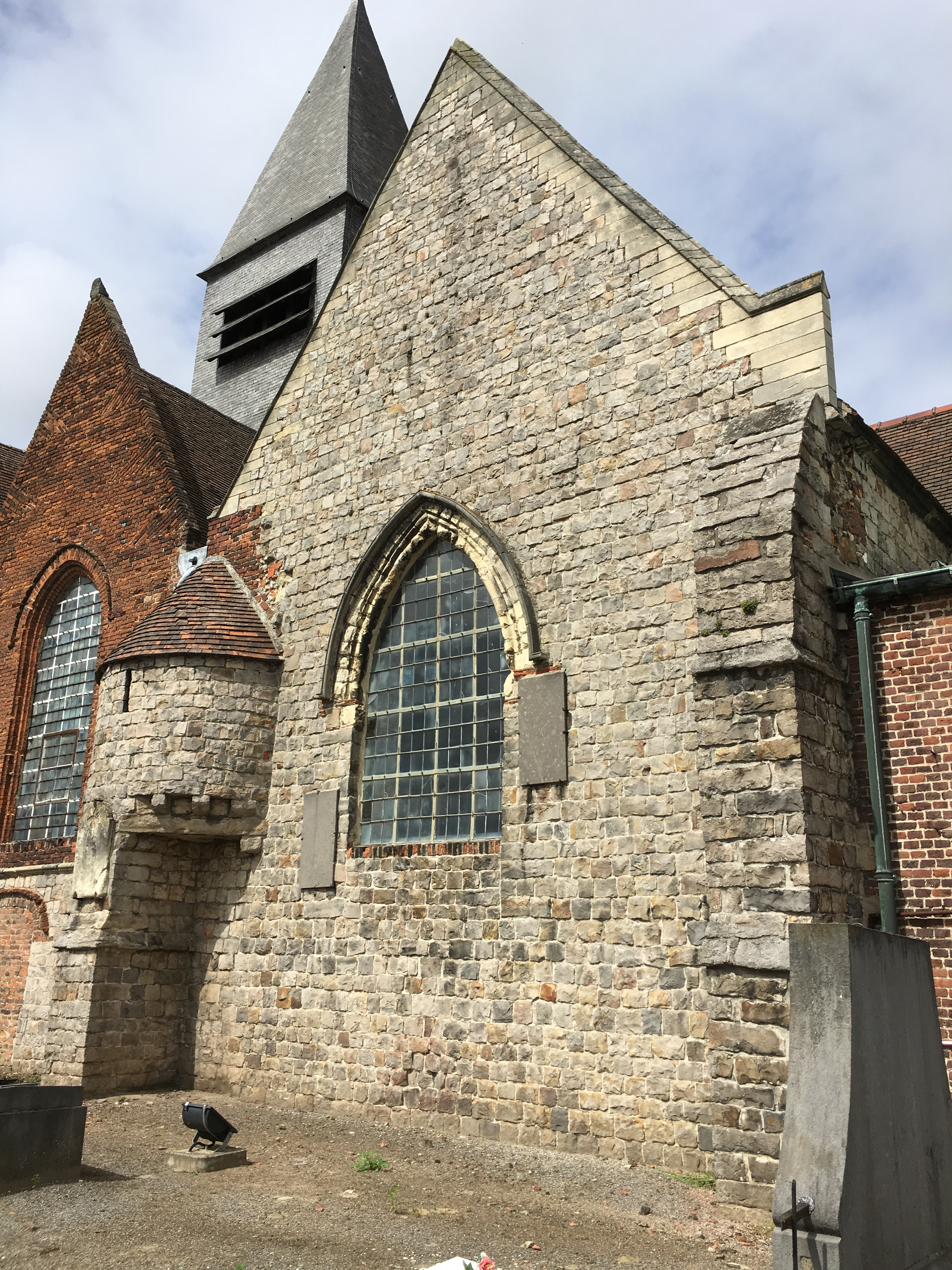
Croisillon sud de l'église (troisième état, fin du XIIIe siècle - XIVe siècle).

De nouveaux travaux sont engagés : un croisillon et un porche, situés au sud, sont ajoutés à l'édifice. Cependant, il est un peu plus difficile d'estimer la datation de ce troisième état. Pour les archéologues, ces nouvelles constructions dateraient de la fin du XIIIe siècle ou du XIVe siècle. Le porche est placé sur le mur sud du clocher. Le croisillon est entièrement construit en grès, un matériau déjà présent lors des deux premières phases de construction de l'édifice. Le croisillon possède une ouverture brisée assez aiguë et quatre contreforts à ses deux angles. La présence d'une échauguette dans l'angle gauche du croisillon redouble la singularité et la particularité de l'édifice. Maintenue par quatre linteaux en grès, l'échauguette comprend quatre archères légèrement ébrasées. Pour les archéologues, il est peu probable qu'elle ait eu un rôle défensif : clocheton décoratif, accès aux combles et lieu d'archives sont les trois hypothèses retenues. Néanmoins, une énigme demeure toujours : l'édifice possédait-il véritablement un transept ou le croisillon sud était-il l'unique construction ? Le mystère plane toujours.  

### Quatrième état (XVe-XVIesiècles)

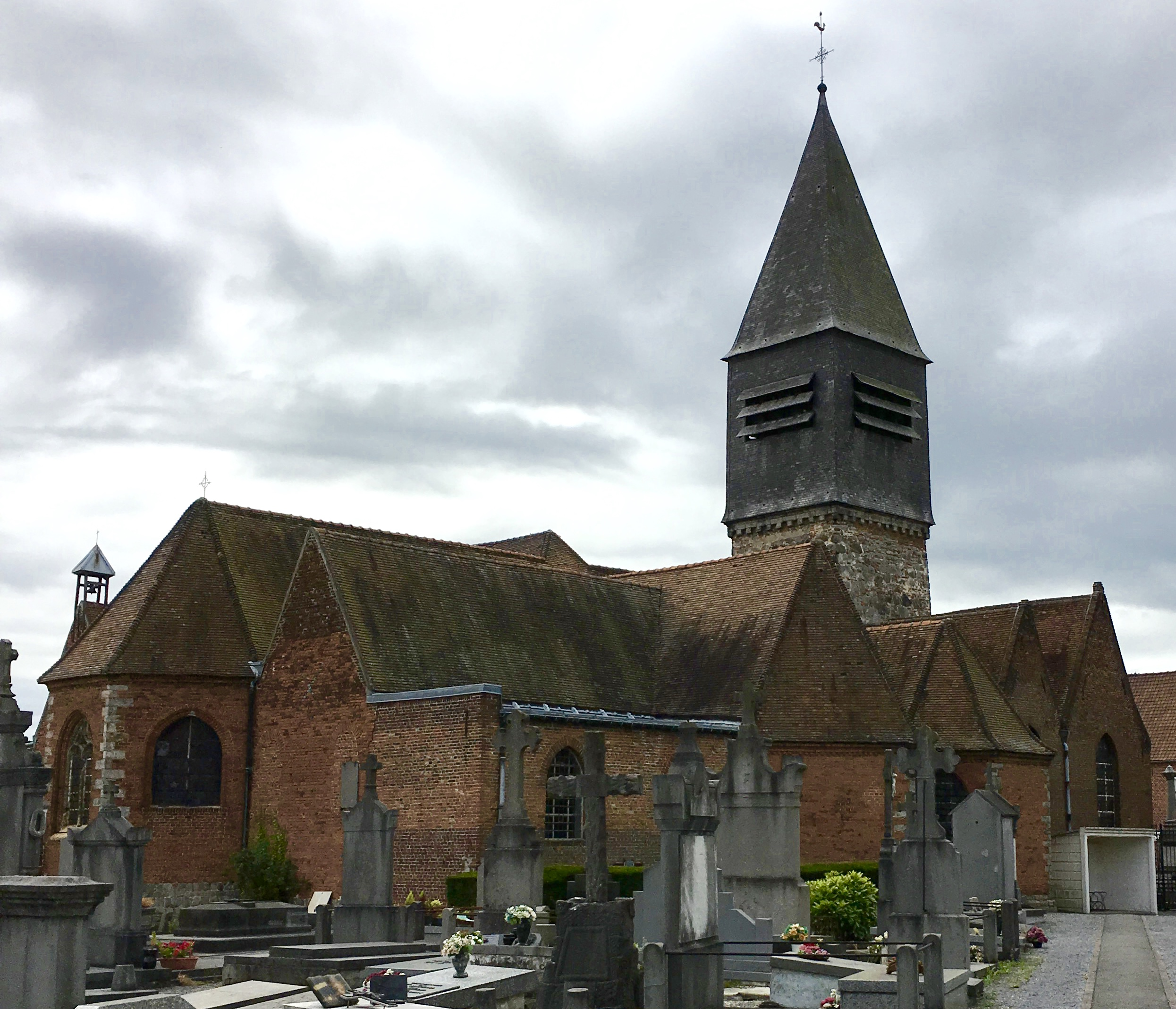
Vue sur l'arrière de l'église : chœur (est) et chapelles (nord).

Les ajouts de ce quatrième état concernent le chœur et les "chapelles" nord. Pour les archéologues, ces nouvelles constructions ont entrainé d'importantes modifications, notamment sur le système de voûtement de l'édifice. Ils supposent également l'existence d'une sacristie placée sur le côté sud du chœur. Enfin, la datation archéomagnétique de ces nouvelles constructions, réalisée sur les briques, a permis d'établir une fourchette chronologique comprise entre 1460 et 1530.

### Cinquième état (XVIesiècle)

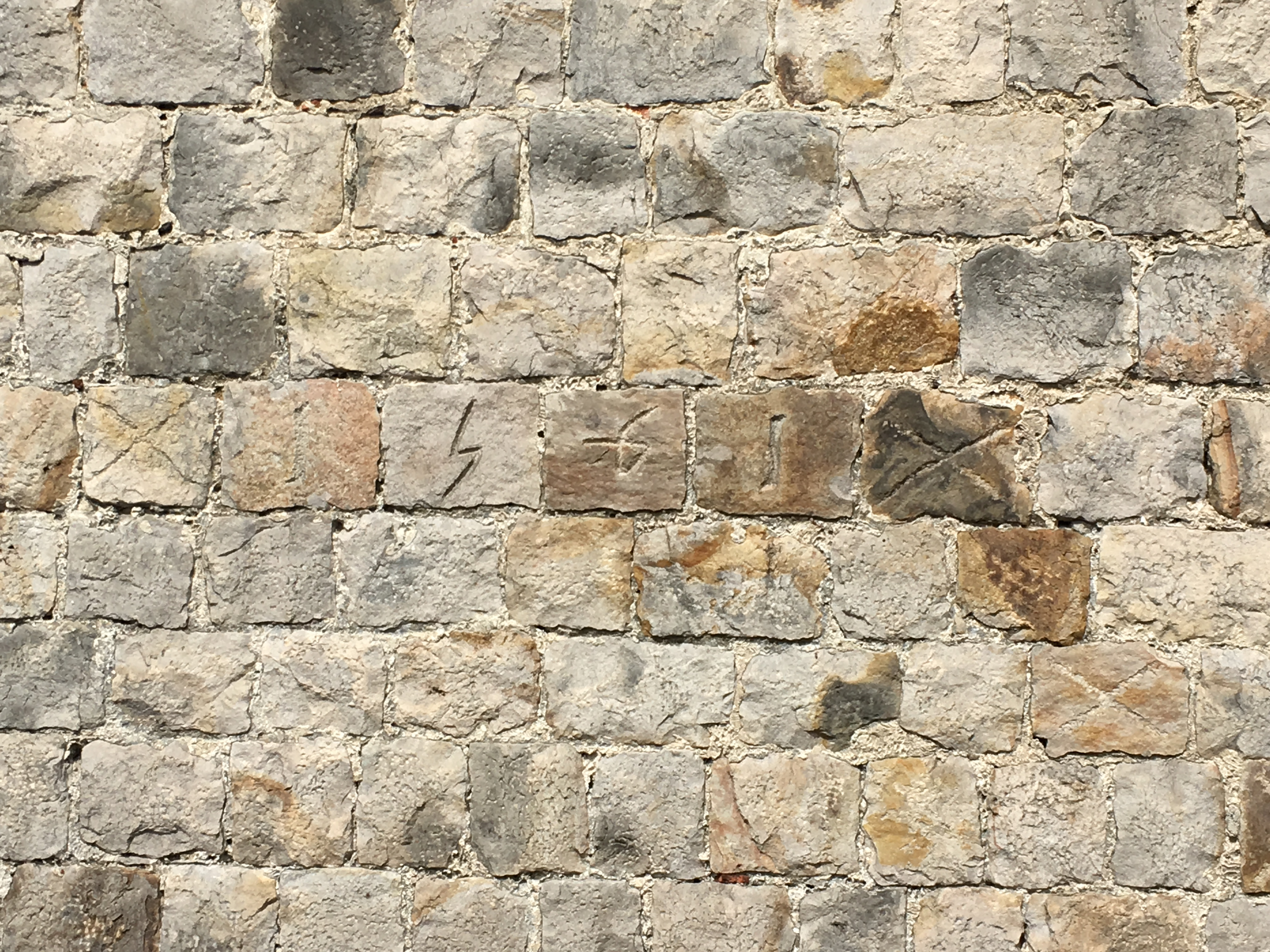
1561 - Date martelée sur les grès de l'église (cinquième état).

Au XVIe siècle, l'abbaye de Flines réalise un "État des biens et revenus" et fait mention d'un incendie dans l'église au cours de la décennie 1520. Il est certain qu'en 1561 l'église connaît un nouveau chantier puisque la date est martelée sur les grès. Ce cinquième état permet l'agrandissement du bas-côté droit (sud-ouest) qui englobe désormais le porche apposé auparavant sur le mur sud du clocher. Un nouveau porche est ensuite construit sur le mur ouest du clocher, mais les archéologues ignorent encore aujourd'hui sa date d'édification (probablement au XVIIe siècle).

### Sixième état (XIXesiècle)
Face à l'augmentation de la population de Flines et à la taille réduite de l'église, une sixième et dernière campagne de travaux est lancée au XIXe siècle, plus précisément en 1851, sous la direction de l'architecte Delval. Ce dernier a cherché à "accorder autant que possible, les constructions projetées, avec les dispositions on ne peut plus irrégulières de l'église actuelle ; dont toutes les parties [...] forment cependant un ensemble que l'on a cherché à ne point détruire". L'église subit trois modifications : le bas-côté gauche (nord-ouest) est agrandi, les bas-côtés du chœur sont agrandis (la sacristie est alors déplacée à l'est) et les fenêtres orientales sont bouchées. Ces dernières modifications font de l'édifice une église-halle, c'est-à-dire que la nef et les bas-côtés sont de hauteur égale et communiquent entre-eux sur toute la hauteur. Durant le XXe siècle, l'église est endommagée par des destructions causées lors des Première et Seconde Guerres mondiales (toitures principalement). 

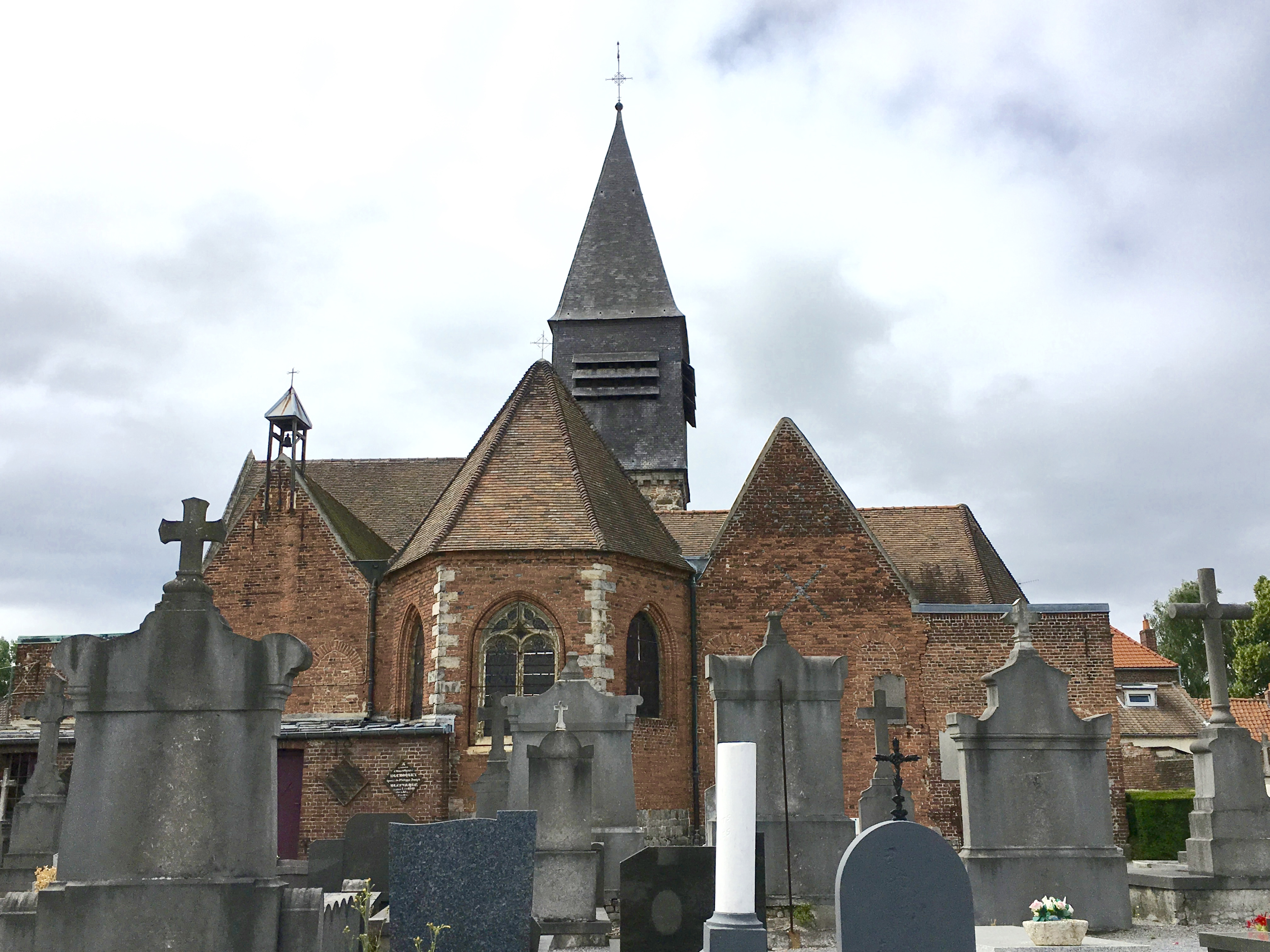
Chœur de l'église.
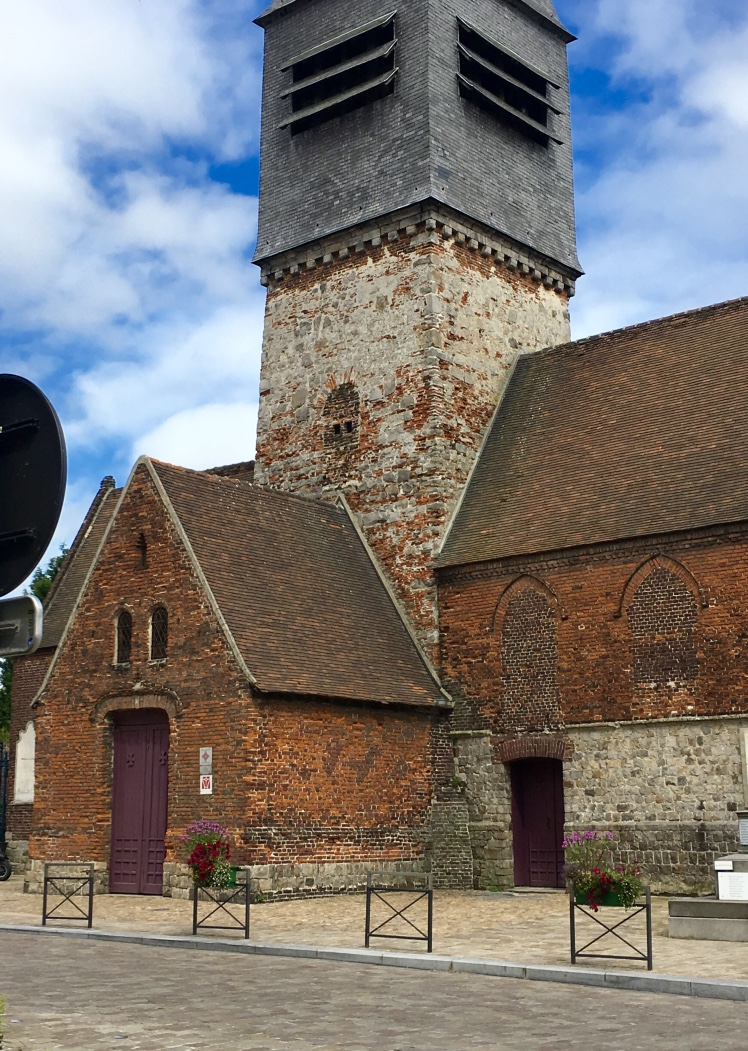
Porche de l'église.
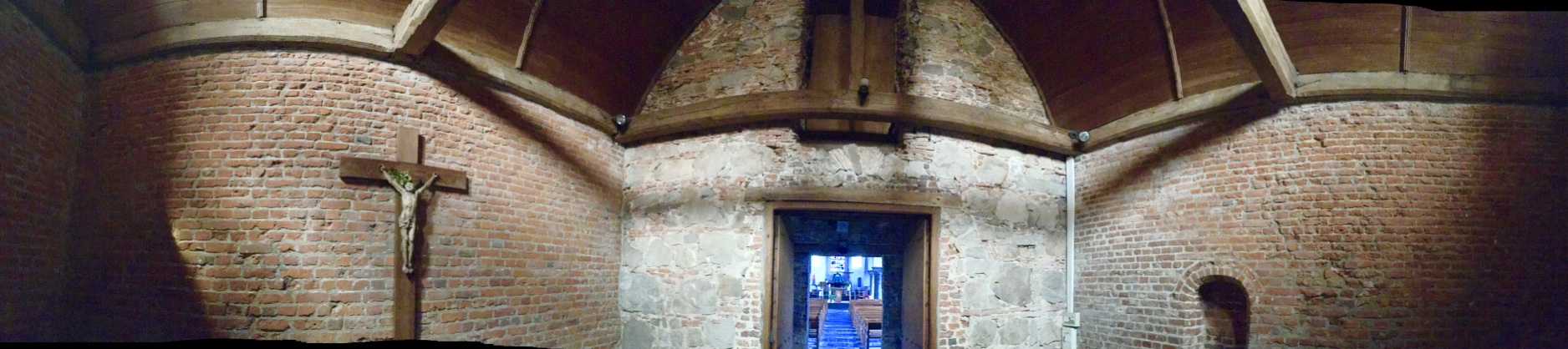
Vue panoramique du porche.
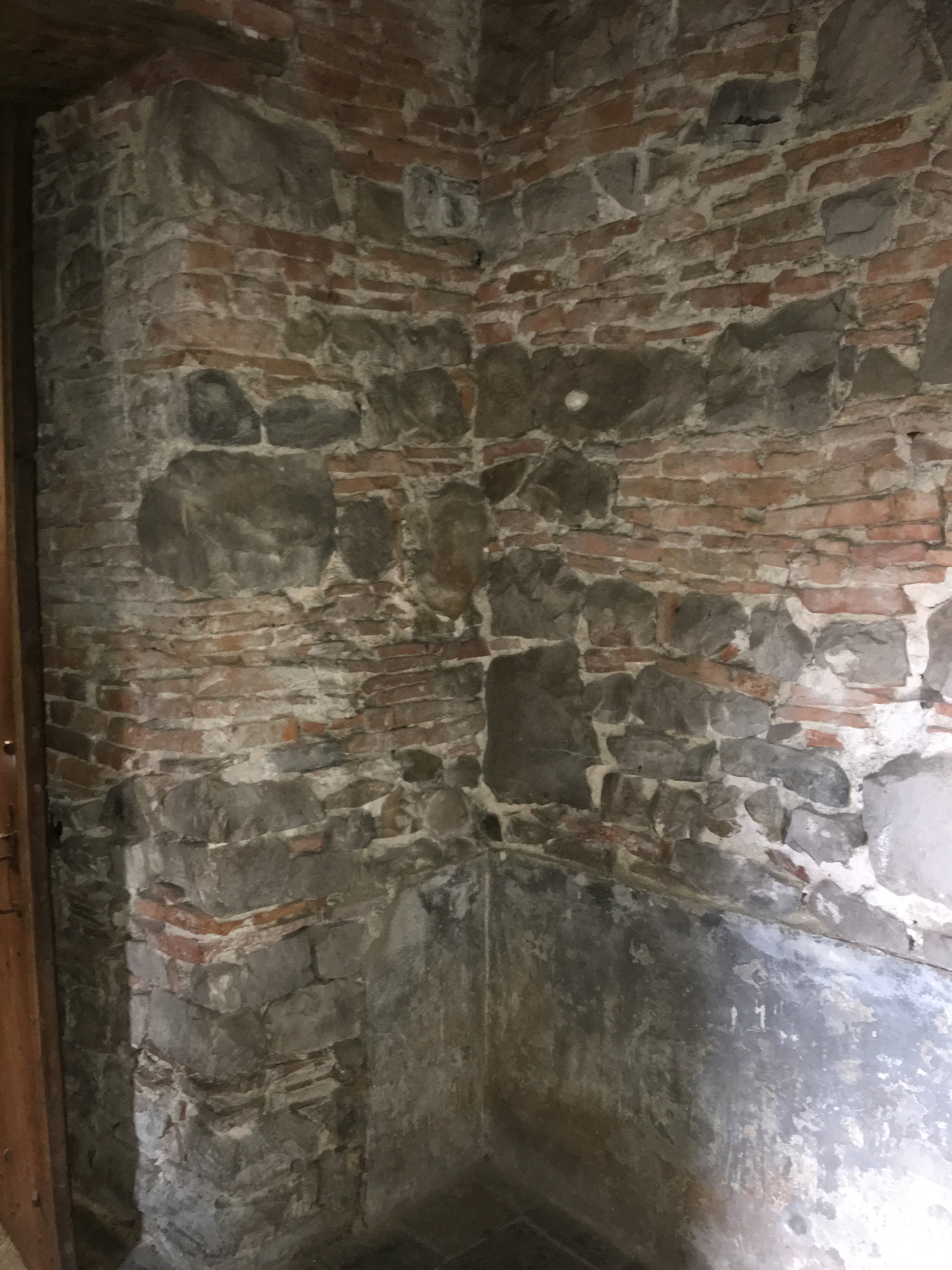
Différents matériaux de construction (au niveau du clocher).
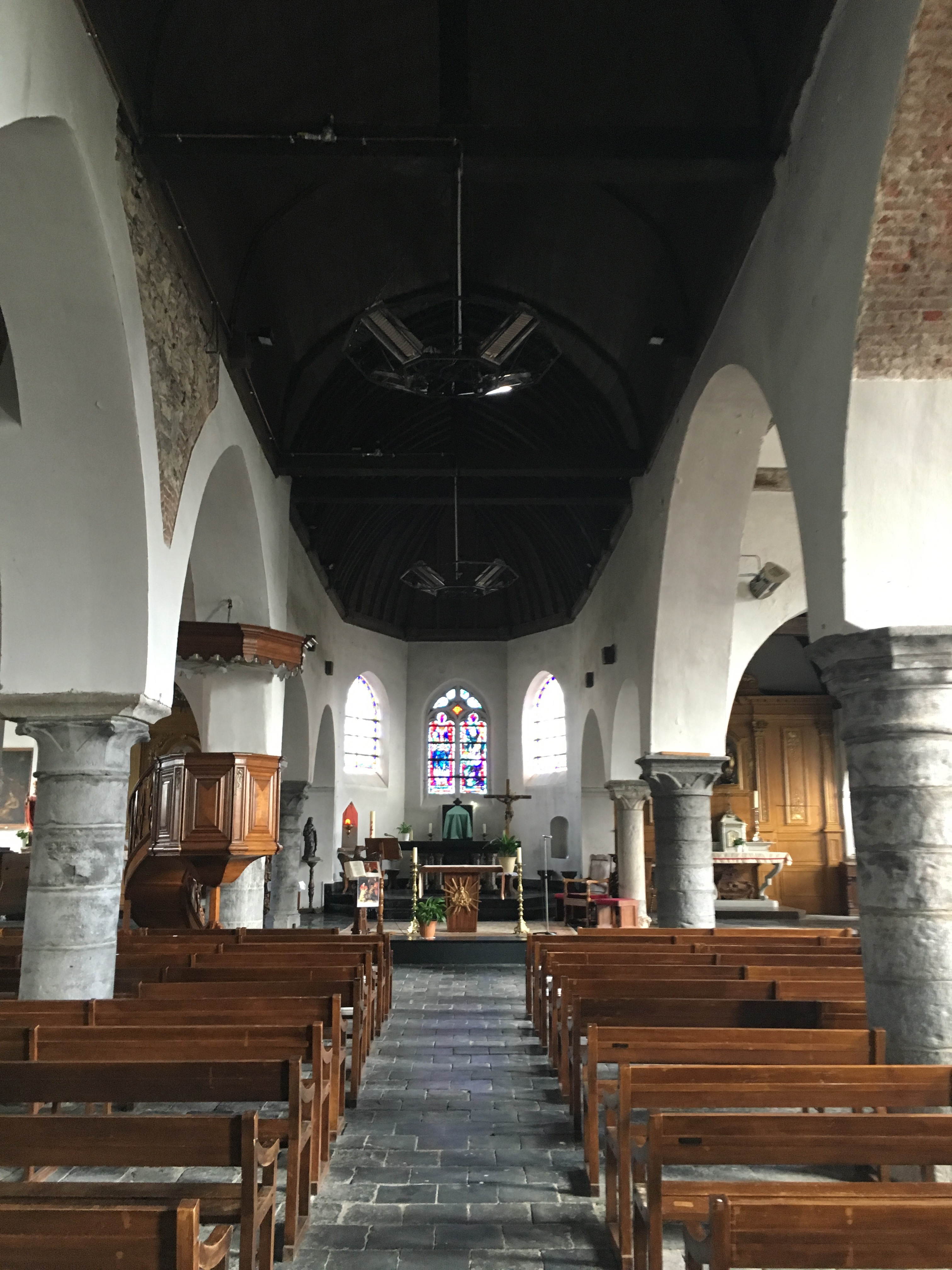
Nef de l'église (du porche vers le chœur).
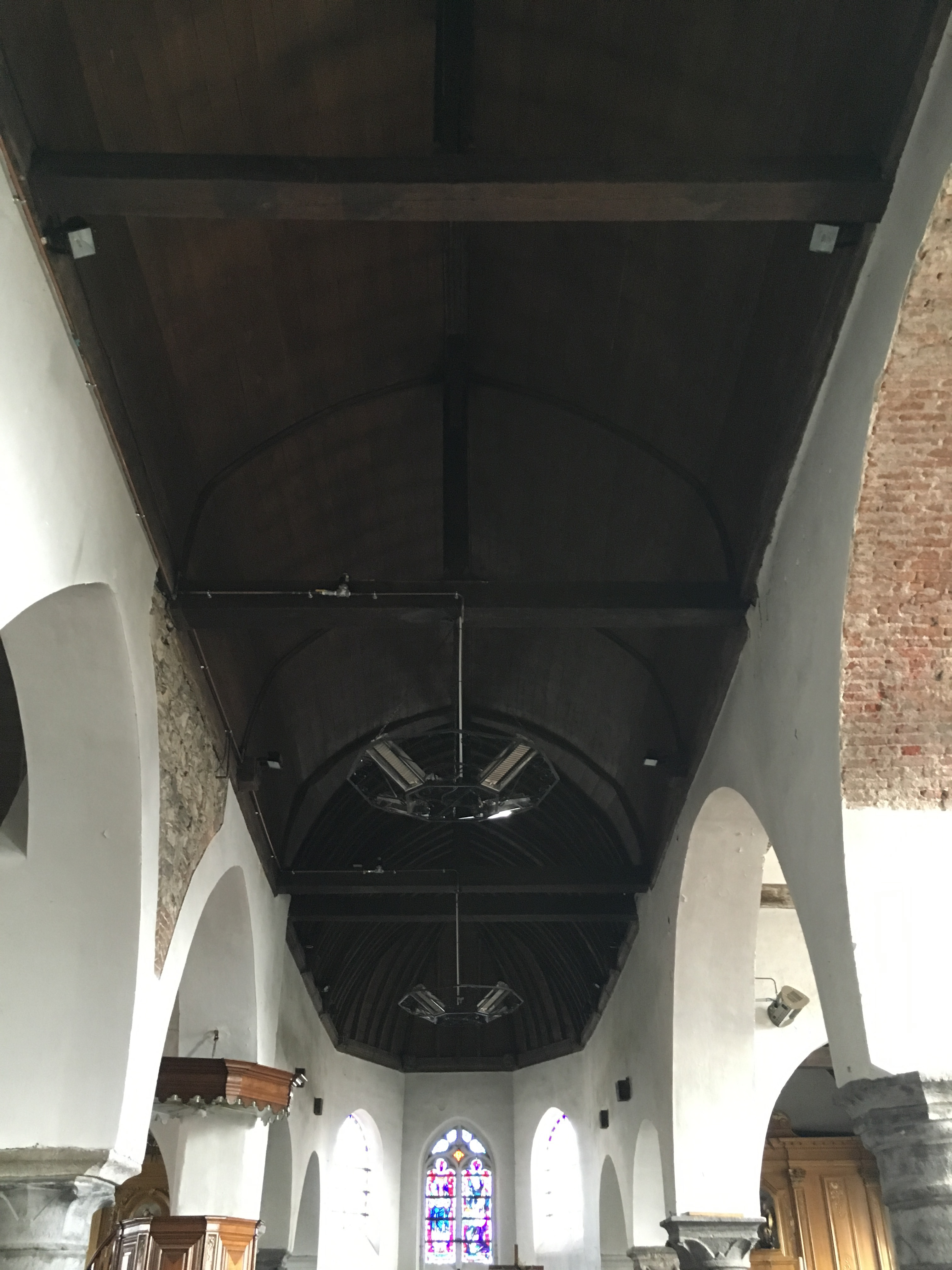
Charpente apparente de la nef.
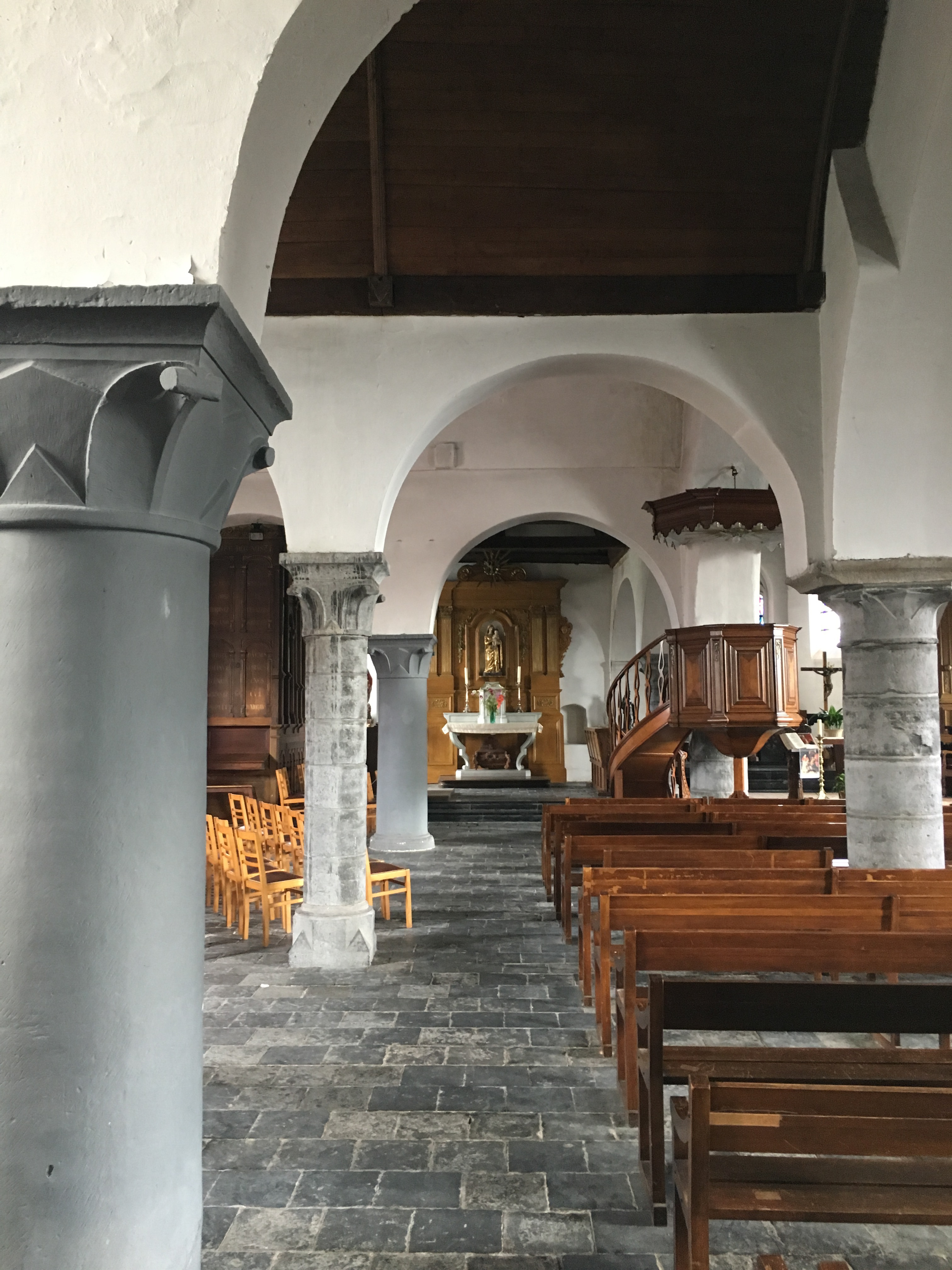
Bas-côté gauche (vers le chœur).
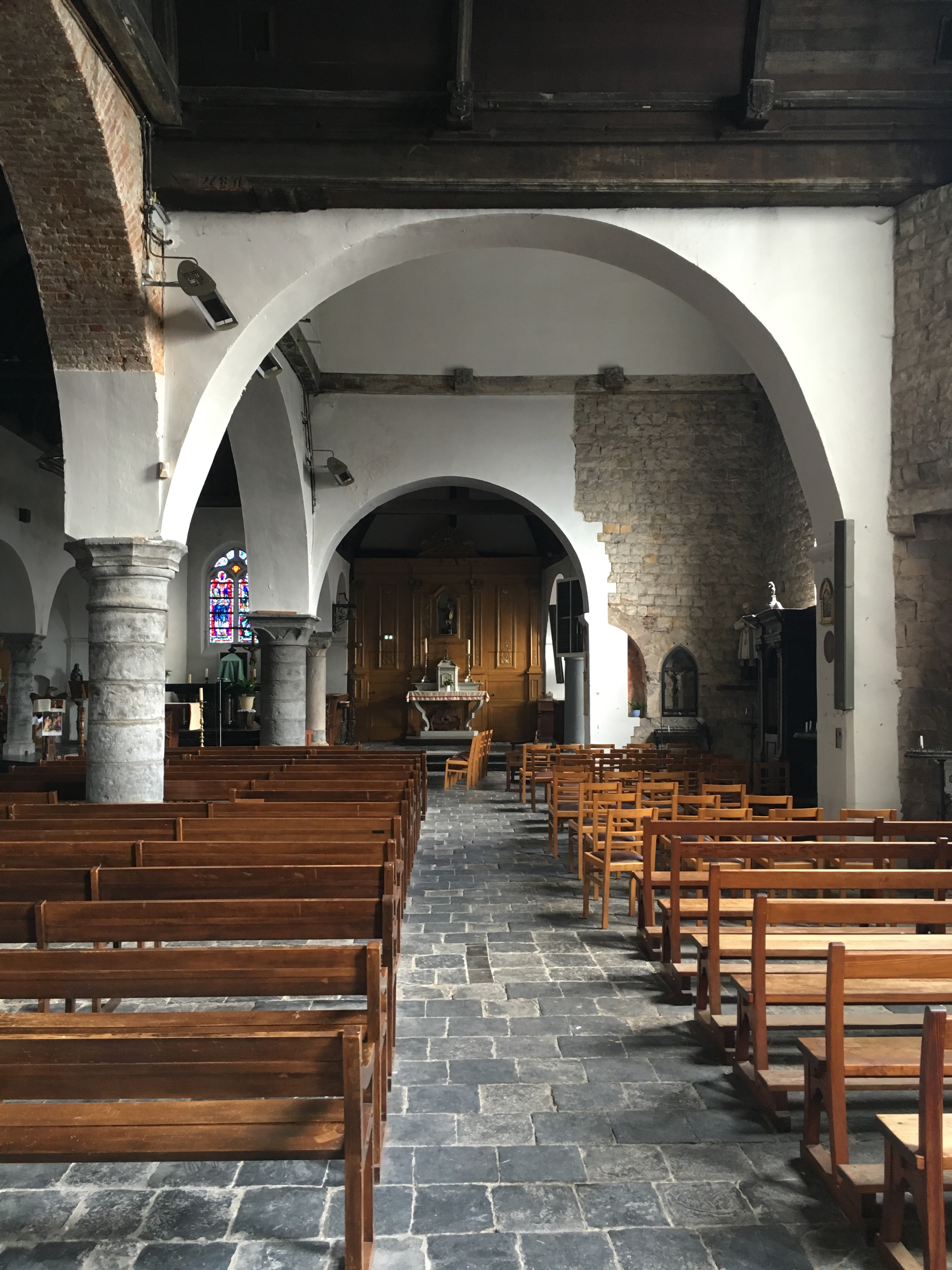
Bas-côté droit (vers le chœur).
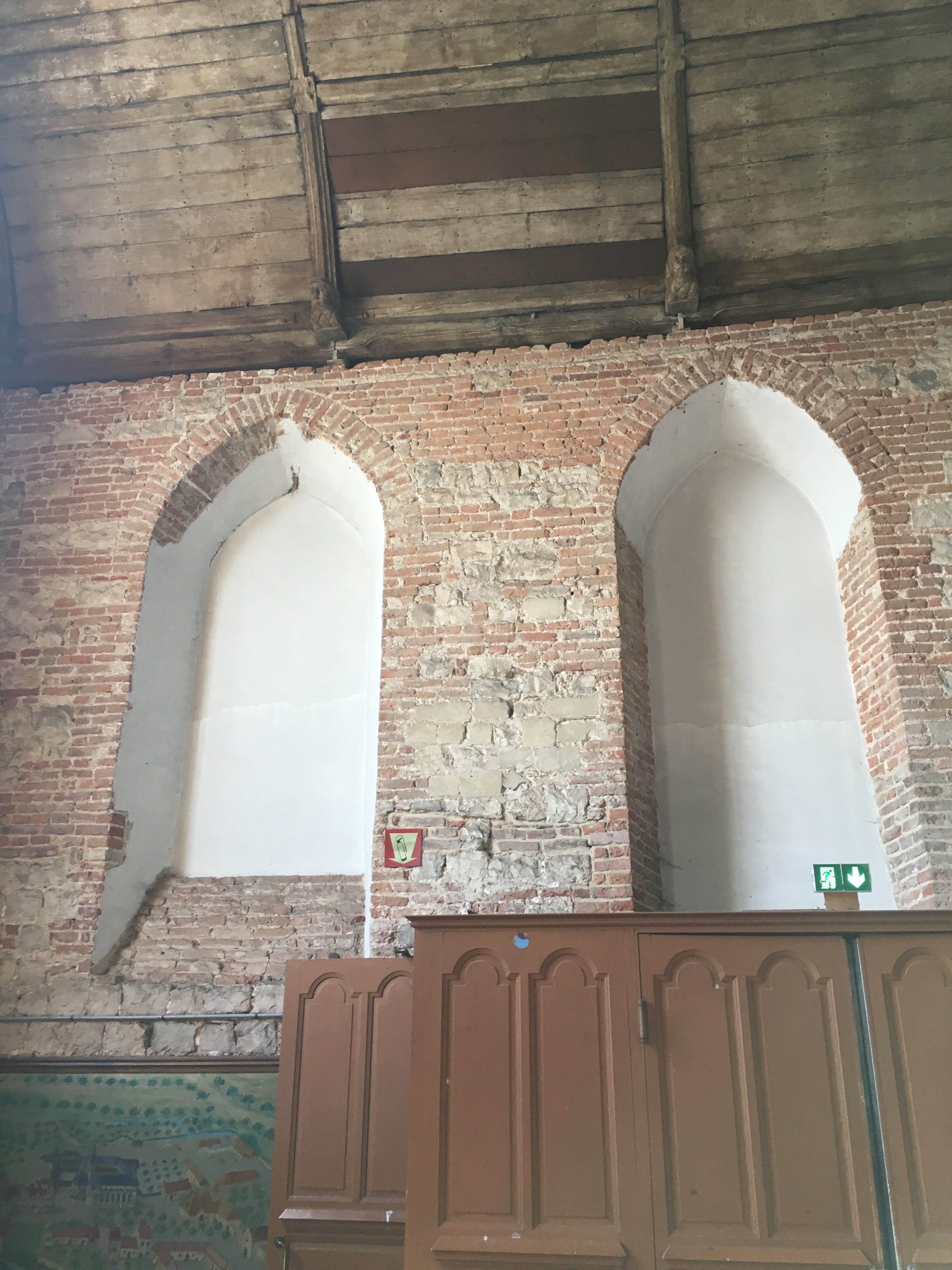
Bas-côté droit (vers l'ouest).
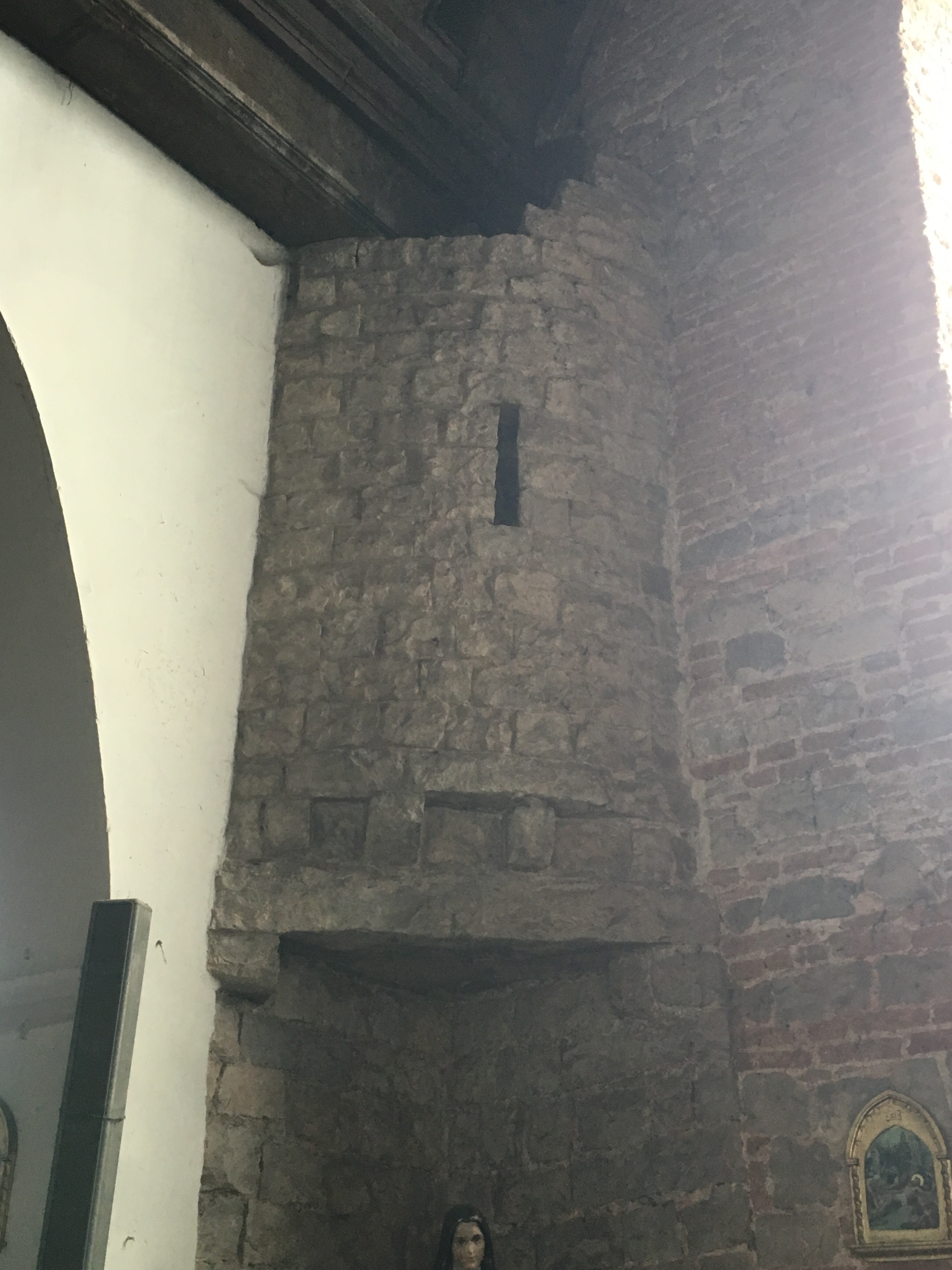
Échauguette vue de l'intérieur.
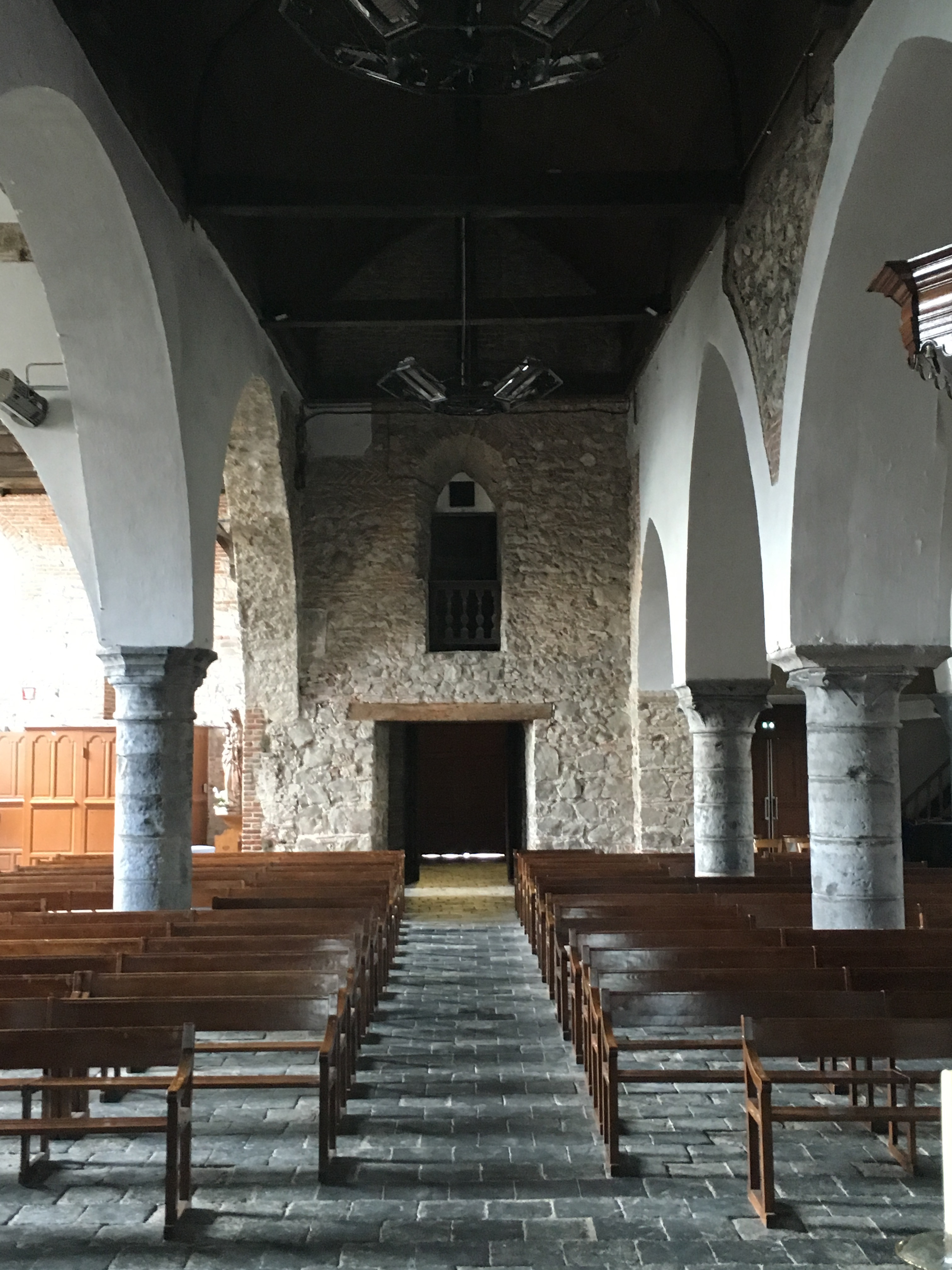
Chœur de l'église.
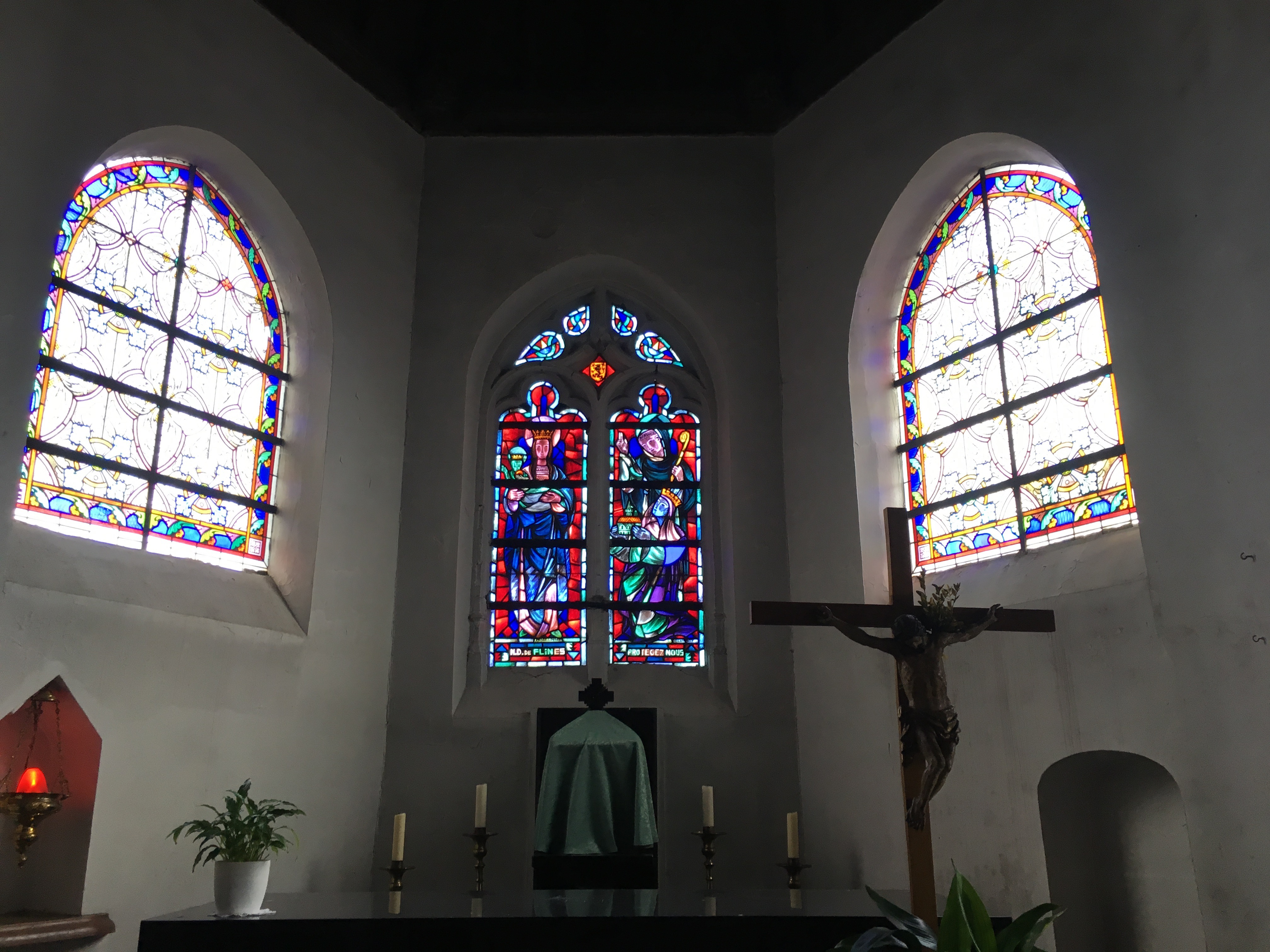
Chœur.
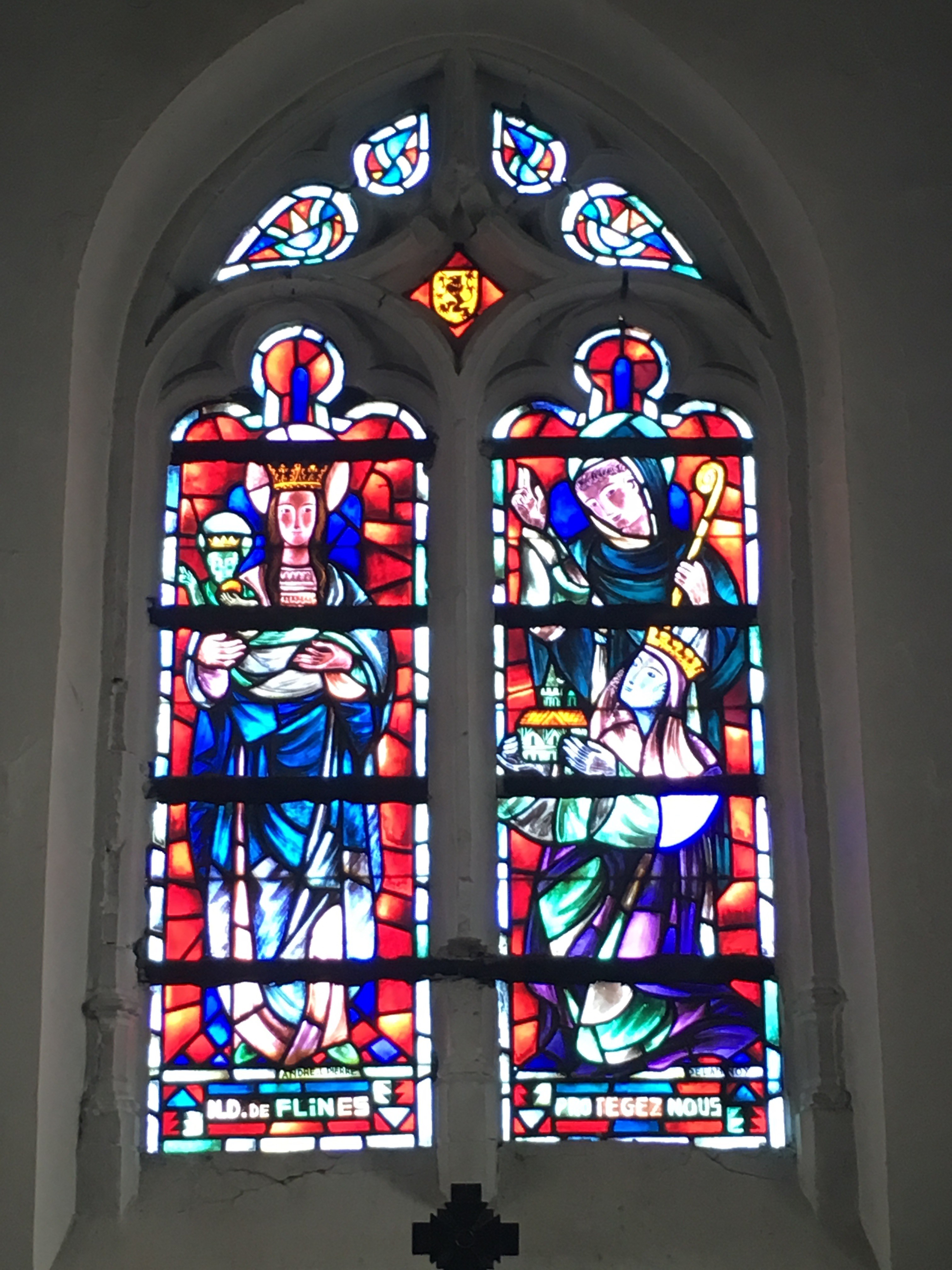
Vitrail central.
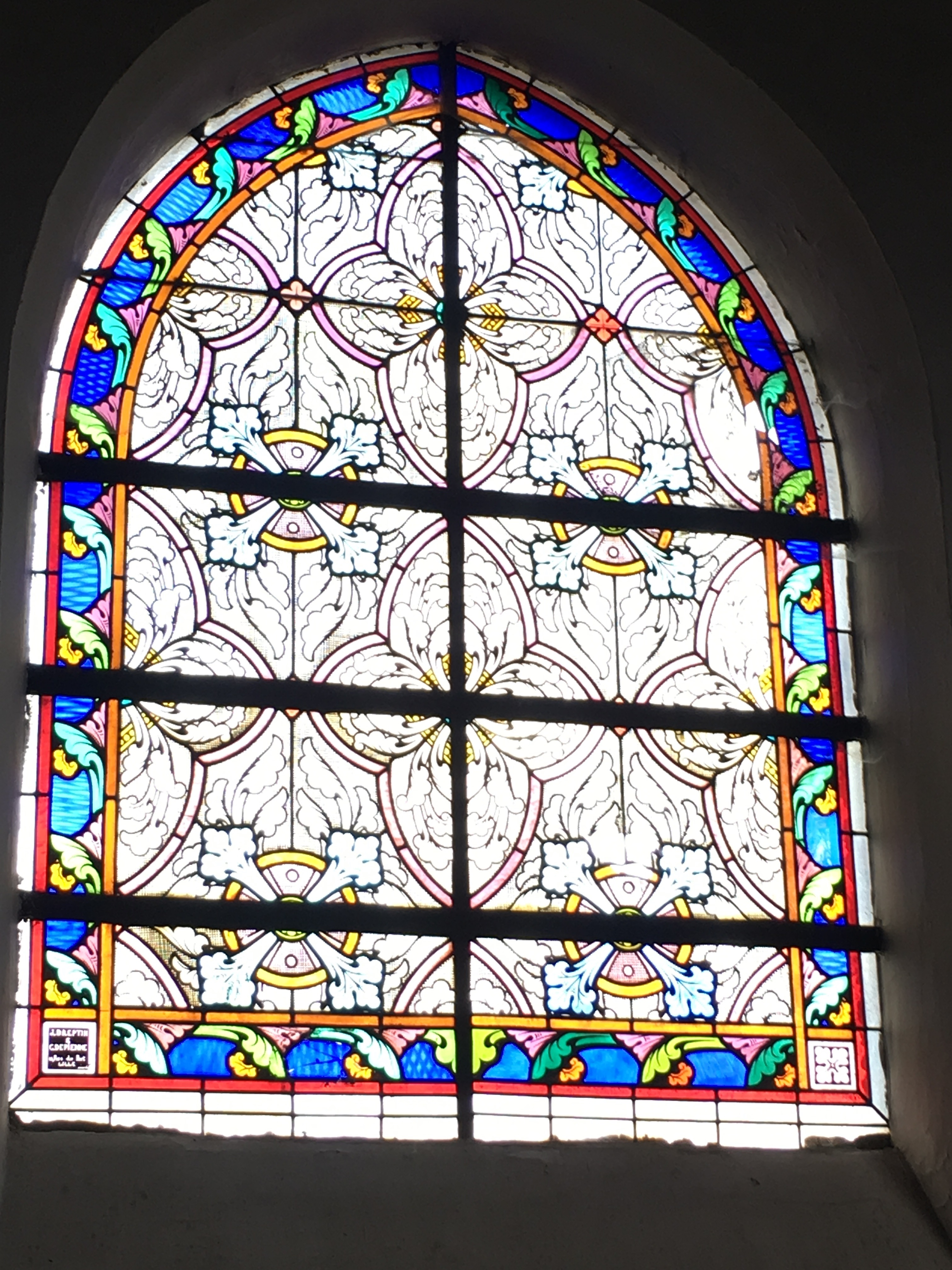
Vitrail latéral (gauche).
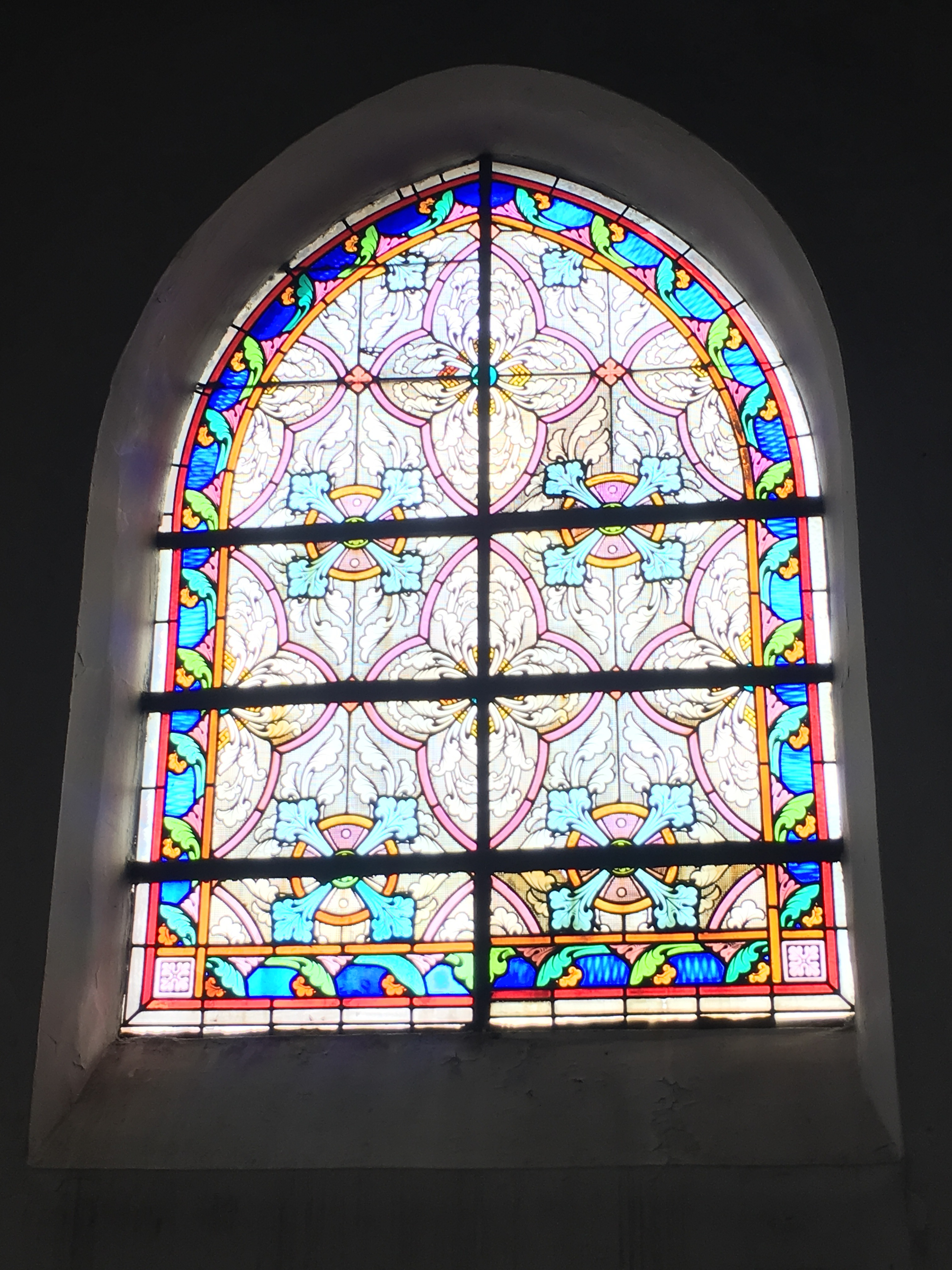
Vitrail latéral (droit).
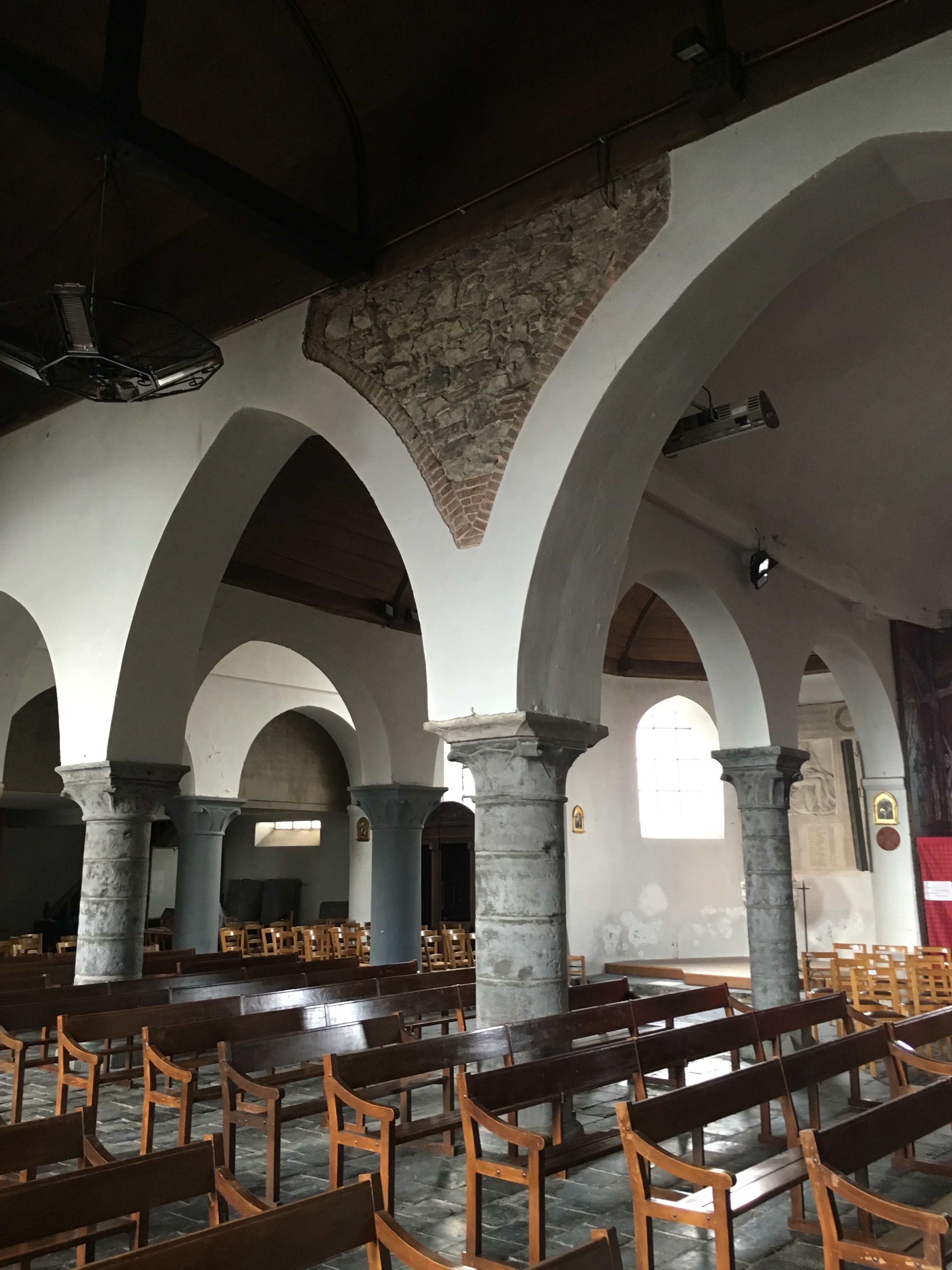
Vue sur l'unique niveau d'élévation de la nef (grandes arcades).
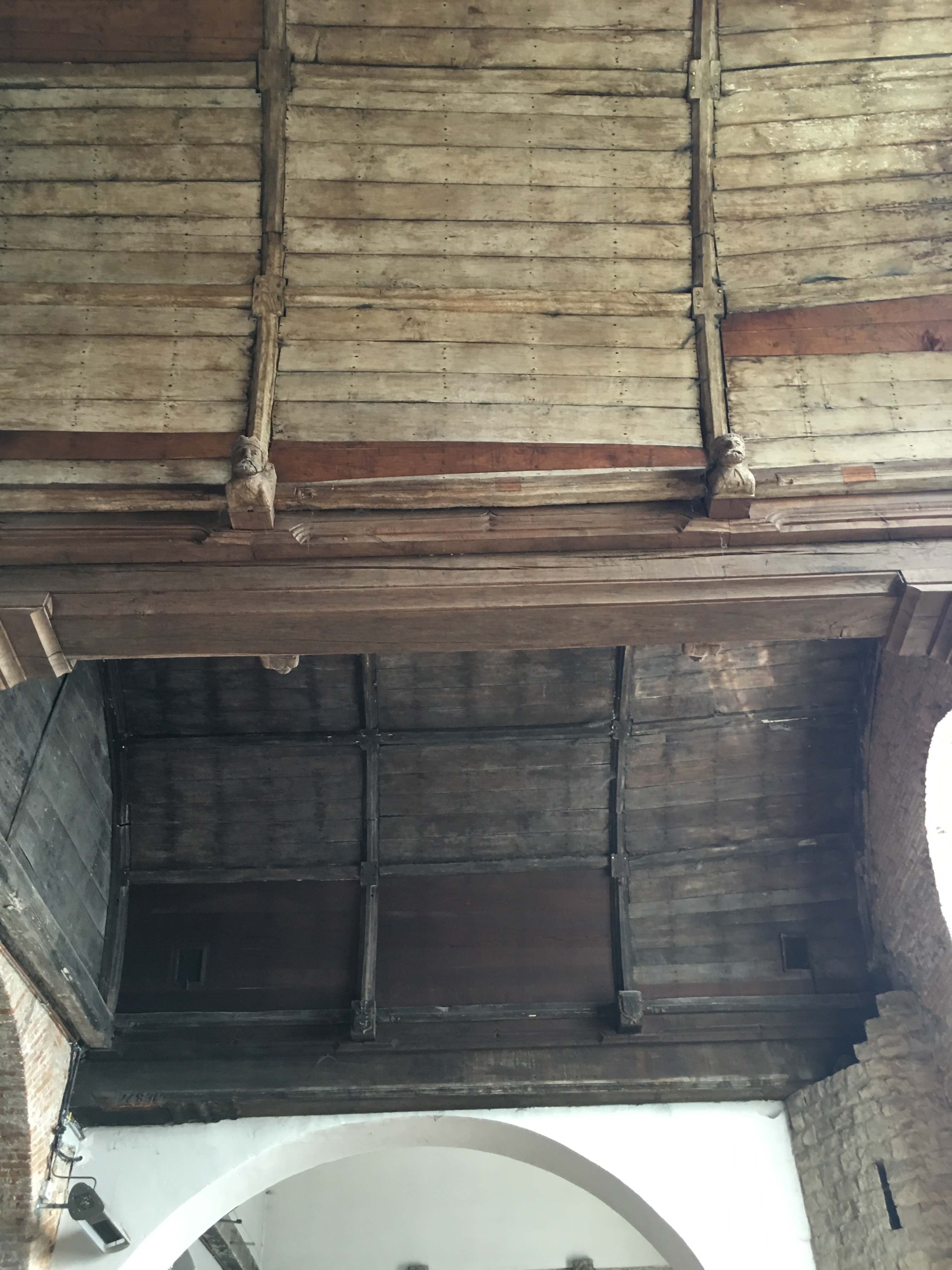
Charpentes apparentes du bas-côté droit.
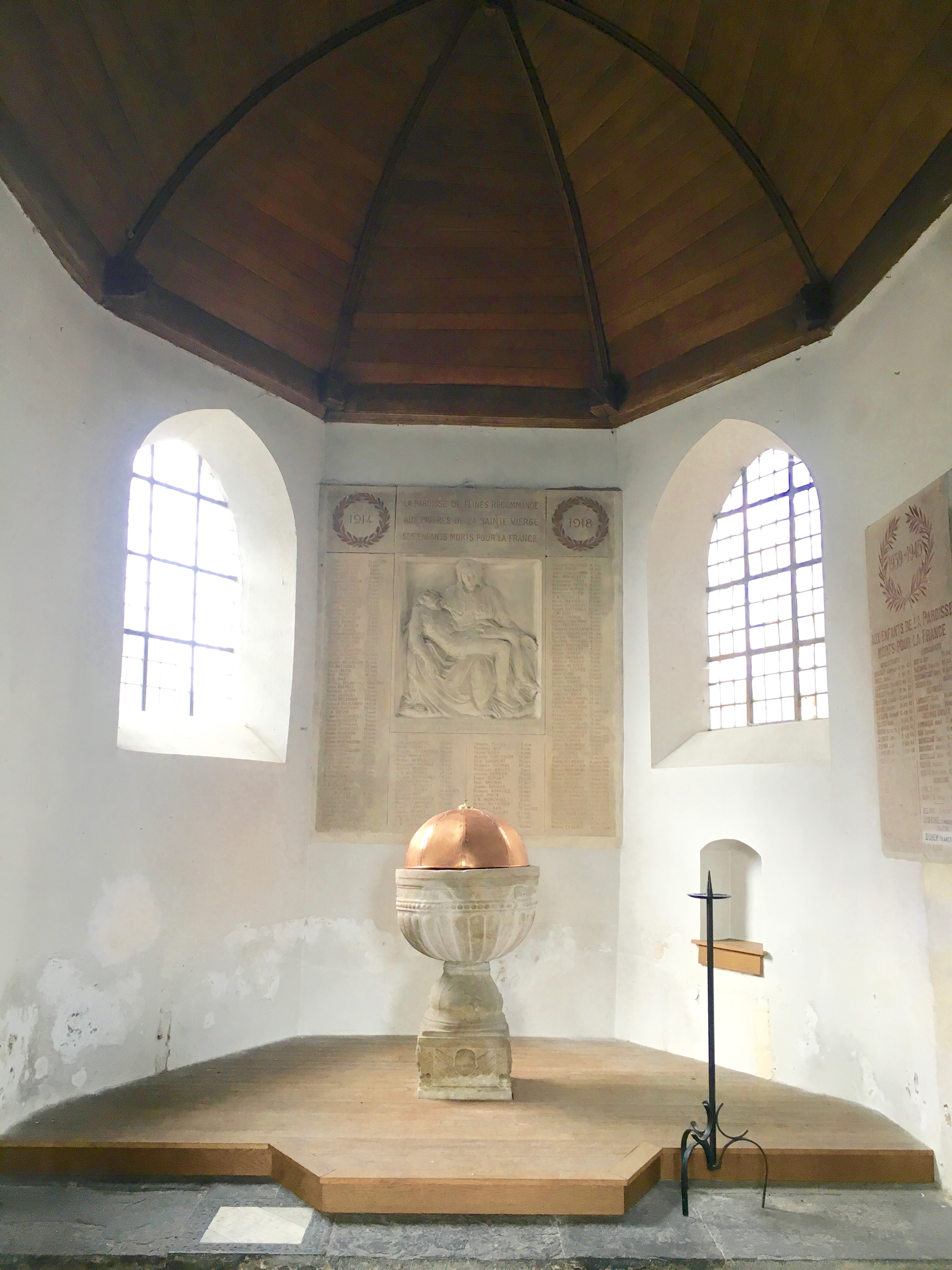
Baptistère situé dans la première chapelle nord (en partant de la nef).
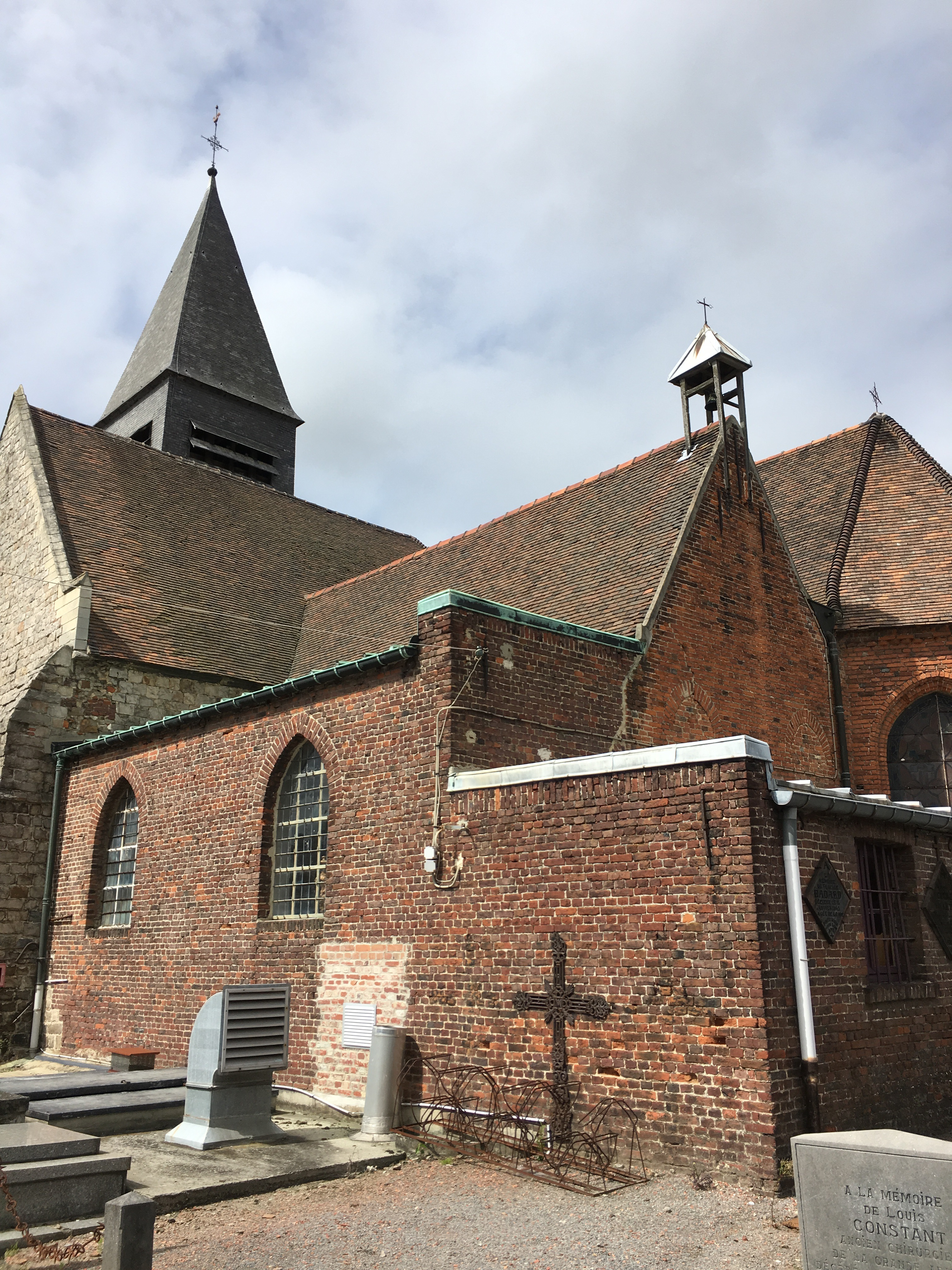
Bas-côté droit du chœur (sud) et sacristie (est).
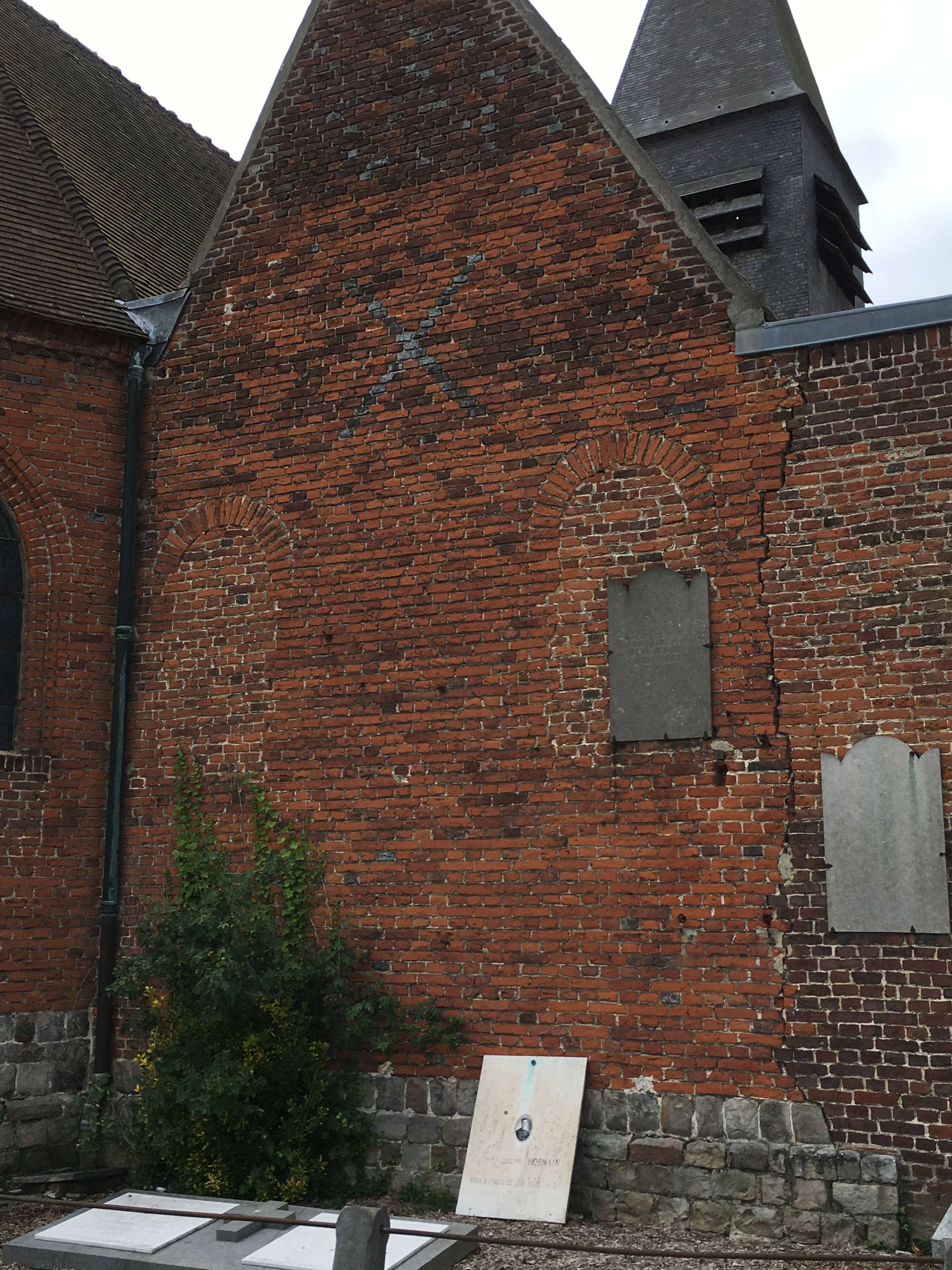
Bas-côté gauche du chœur.
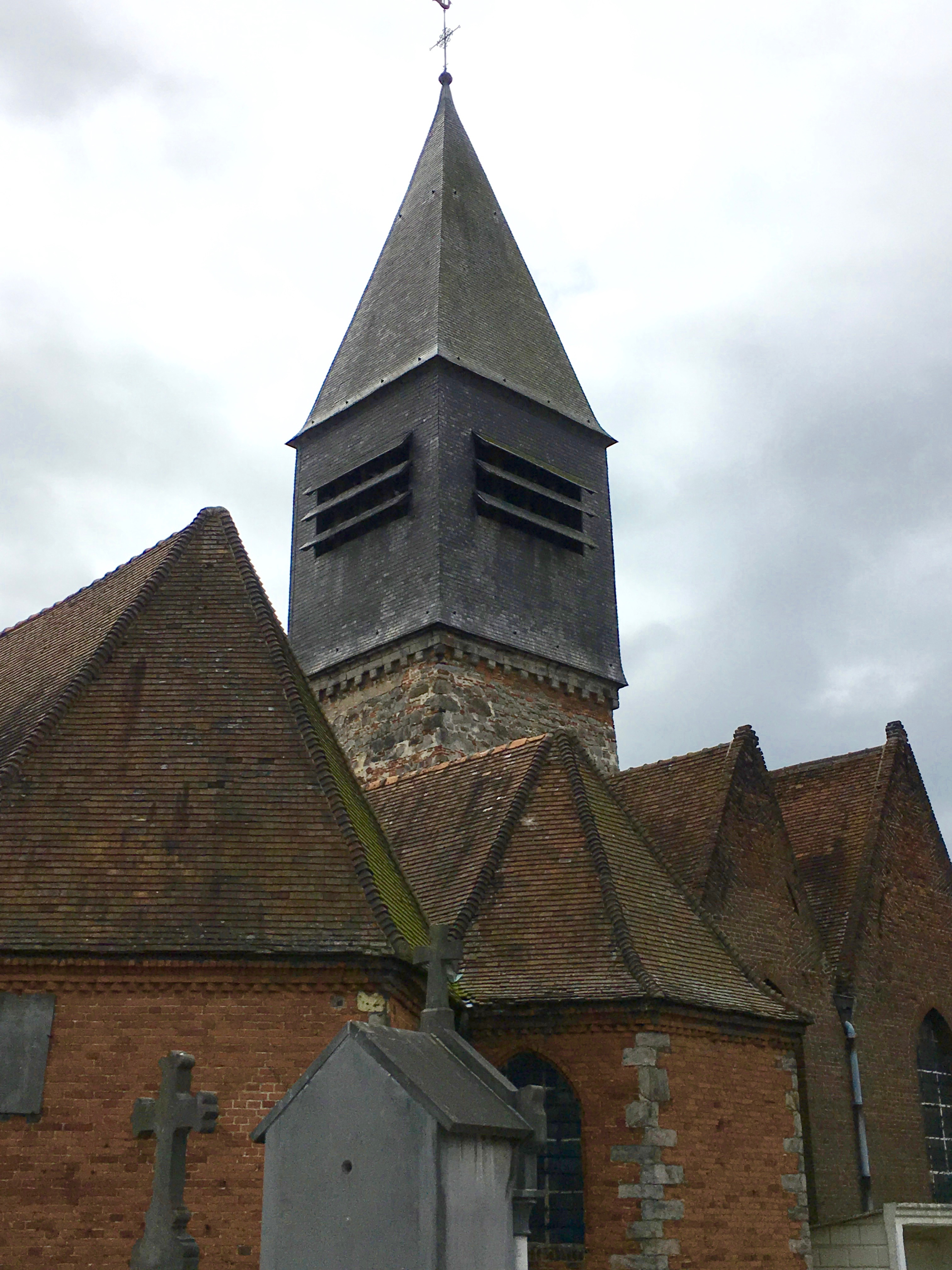
Vue sur les chapelles nord.